# Decimazione (fumetto)
Decimazione (Decimation) è il titolo con il quale è indicato il ciclo di storie che narra delle conseguenze della saga a fumetti House of M, al termine della quale Scarlet pronuncia le parole «Basta mutanti» (No More Mutants) riducendone drasticamente la popolazione su Terra-616 e cancellando diversi universi paralleli in cui esistono. In accordo con quanto riportato sulle pagine di X-Men (seconda serie) n. 191 (novembre 2006), il termine di House of M e il primo giorno di Decimazione coincidono con il 2 novembre, da allora in poi denominato M-Day.
Le testate coinvolte si riconoscono dalla grafica di copertina che riporta una striscia nella banda laterale sinistra analoga a quella presente sugli albi coinvolti in House of M, con la differenza che questa è disegnata in maniera tale da essere parzialmente lacerata.

## Mutanti rimasti dopo l'M-Day
Nel gennaio del 2006 è stata pubblicata una lista completa dei mutanti che hanno conservato i poteri nell'albo intitolato X-Men: The 198 Files: tale numero comprende solo quei soggetti che il Governo degli Stati Uniti è riuscito a catalogare, nulla impedisce che in futuro mutanti di cui si erano perse le tracce non possano tornare in scena. La lista comprende:

### Attivi
| 1. Adam X 2. Alchimia 3. Alfiere 4. Arcangelo 5. Anole 6. Arclight 7. Astra 8. Asylum 9. Aurora 10. Bestia 11. Bestia Nera 12. Big Bertha 13. Black Box 14. Black Swan 15. Blaquesmith 16. Blindfold 17. Bling! 18. Blink 19. Bliss 20. Tito Bohusk 21. Boom-Boom 22. Abigail Brand 23. Tatiana Caban 24. Cable 25. Cannonball 26. Chamber 27. Lila Cheney 28. Ciclope 29. Cipher 30. Gabriel Cohuelo 31. Colosso 32. Corazza 33. Crosta 34. Cypher 35. Daken 36. Darwin 37. Dazzler 38. Johnny Dee 39. Debrii 40. Domino 41. Doorman 42. Dr. Nemesis 43. Dragoness 44. Dust 45. Elixir 46. Empath 47. Emplate 48. Erg 49. Ernst 50. Exodus 51. Firestar 52. Flatman 53. Forge 54. Forzuto 55. Fratellino 56. Frenzy 57. Emma Frost 58. Decimus Furius 59. Gambit 60. Gamesmaster |  | 1. Gargouille 2. Gateway 3. Genesis 4. Genocidio 5. Gentle 6. Gibbon 7. Gorgon 8. Graymalkin 9. Grembo Nero 10. Havok 11. Molly Hayes 12. Glob Herman 13. Husk 14. Ichisumi 15. Indra 16. Martinique Jason 17. Madison Jeffries 18. Martha Johansson 19. Joseph 20. Justice 21. Karma 22. Kid Omega 23. Alyosha Kravinoff 24. Kylun 25. Lady Mastermind 26. Jeb Lee 27. Legione 28. Lifeguard 29. Lightbright 30. Litterbug 31. Loa 32. Lois London 33. Lorelei 34. M 35. Teon Macik 36. Magik 37. Magma 38. Magneto 39. Major Victory 40. Mandrill 41. Marvel Girl 42. Masque 43. Match 44. Meggan 45. Melter 46. Mentallo 47. Mercury 48. Micromax 49. Layla Miller 50. Mimo 51. Mindblast 52. Mister Immortal 53. Mister X 54. Monolito Vivente 55. Mysterio 56. Mystica 57. Namor 58. Namora 59. Naiadi di Stepford 60. Neofita |  | 1. Neonato tedesco 2. Kiden Nixon 3. Northstar 4. Leon Nuñez 5. Nuwa 6. Omega 7. Idie Okonkwo 8. Outlaw 9. Persuasione 10. Pixie 11. Polaris 12. Portal 13. Klara Prast 14. Professor X 15. Projector 16. Psylocke 17. Puff Adder 18. Pulce 19. Pulse 20. Quicksilver 21. Random 22. Mikhail Rasputin 23. Rhapsody 24. Franklin Richards 25. Valeria Richards 26. Ricochet 27. Rictor 28. Riptide 29. Rockslide 30. Rogue 31. Sabra 32. Sabretooth 33. Scarlet 34. Sage 35. Satiro 36. Scalphunter 37. Shadowcat 38. Shatterstar 39. Frederick Slade 40. Gregor Smerdyakov 41. Sebastian Shaw 42. Siryn 43. Skein 44. Skids 45. Sole Ardente 46. Bobby Soul 47. Squirrel Girl 48. Stinger 49. Sugar Man 50. Hope Summers 51. Sunspot 52. Surge 53. Svanitore 54. Tempesta 55. Tempo 56. Thunderbird 57. Toad 58. Toro 59. Trance 60. Laurie Tromette |  | 1. Typhoid Mary 2. Unuscione 3. Uomo Collettivo 4. Uomo Ghiaccio 5. Uomo Multiplo 6. Ursa Major 7. Vanguard 8. Vindaloo 9. Amelia Voght 10. Warpath 11. Evangeline Whedon 12. Whirlwind 13. Pete Wisdom 14. Wiz Kid 15. Wolfsbane 16. Wolverine 17. Eimin Worthington 18. Uriel Worthington 19. X-23 20. X-Man |

### Deceduti
| 1. Banshee 2. Beatiful Dreamer 3. Blockbuster 4. Jamie Braddock 5. Calibano 6. Cyber (presunto) 7. Diamond Lil 8. Fornace 9. Ghoul 10. Icarus |  | 1. Jazz 2. Mad Jim Jasper 3. Sanjar Javeed 4. Matt Landru 5. Malice (presunta) 6. Mammomax 7. Meld 8. Microbe 9. Mille-in-Una 10. Mr. M (deceduto/evoluto) |  | 1. Namorita 2. Nekra 3. Nightcrawler 4. Omega Red 5. Onyxx 6. Paradigm 7. Peepers 8. Prism 9. Quill 10. Sack |  | 1. Scrambler 2. Selene 3. Senyaka 4. Shinobi Shaw 5. Testimone 6. Kenji Uedo 7. Valanga (presunto) 8. Vulcan (presunto) 9. Wallflower 10. Wither |  | 1. Wolf Cub 2. Zeeshan |

Durante Necrosha Selene e la sua corte hanno utilizzato una combinazione di magia nera e virus T.O. per rianimare Calibano e utilizzare il suo potere di tracciamento del gene-X per far risorgere altri mutanti.
| 1. Marcus Andrews (Rem-Ram) 2. Banshee 3. Barnacle 4. Sienna Blaze 5. Beef 6. Berzeker 7. Bevatron 8. Bolt 9. Calibano 10. Catseye |  | 1. Fabian Cortez 2. Cypher 3. Deadbolt 4. Delgado 5. Destiny 6. Gianna Esperanza (Static) 7. Mortimer Everett (Barnacle) 8. Feral 9. Firefist |  | 1. Andrew Graves (Spoor) 2. Hemingway 3. Hurricane 4. Jetstream 5. Kath Katu (Katu) 6. Harry Leland 7. Lifeforce 8. Maggott 9. Leon Matheson 10. Seamus Mellencamp |  | 1. Muraglia 2. Pyro 3. Proteus 4. Risque 5. Roulette 6. Scaleface 7. Shinobi Shaw 8. Skin 9. Spyne 10. Stella Nera |  | 1. Super Sabre 2. Synch 3. Tarot 4. Testata Mutante Negasonica 5. Thunderbird 6. Torre 7. Unus 8. Un milione di mutanti che abitavano Genosha |

### Depotenziati
| 1. Abisso 2. Aero 3. Agent Zero 4. Angel Dust 5. Armena 6. Artie 7. Becco 8. Black Tom 9. Blind Faith 10. Blob 11. Bloodlust 12. Boost 13. Bora 14. Brass 15. Bugman 16. Caiman 17. Callisto 18. Conquistador 19. DJ (deceduto) 20. Dryad (deceduto) |  | 1. El Aguila 2. Fatale 3. Feral (deceduta) 4. Flambé 5. Forearm 6. Freakshow 7. Gazer (deceduto) 8. Gloom 9. Golden Child 10. Hack 11. Harpoon 12. Hazard 13. Hub 14. Hybrid 15. Jubilee 16. The Juicers 17. Key 18. King Bedlam 19. Kiwi Black 20. Lara the Illusionist |  | 1. Hannah Levy 2. Alexander Lexinton (deceduto) 3. Lightning Rod 4. Longneck 5. Mary Zero 6. Mesmero 7. Mist Mistress 8. Monsoon 9. Danielle Moonstar 10. Murmur 11. Murmur II 12. Netword (deceduta) 13. Nightwind 14. Overrider 15. Paralyzer 16. Phantazia 17. Postman 18. Preview 19. Prodigy |  | 1. Purge 2. Quill 3. Radian 4. Radius 5. Reaper 6. Redneck (deceduto) 7. Rubbermaid (deceduta) 8. Angel Salvadore 9. Scanner 10. Shatter 11. Randall Shire 12. Shola 13. Slick 14. Slipstream 15. John Spector 16. Spettro 17. Spoilsport 18. Stacy X (deceduta) 19. Strobe 20. Tag (deceduto) |  | 1. Tantra 2. Tarot (deceduta) 3. Tattoo (deceduta) 4. Tether 5. Thornn 6. Tremolo 7. Unus (deceduto) 8. Vaga 9. Wicked 10. Wildside 11. Wind Dancer 12. Windshear 13. Kuan-Yin Xorn (deceduto) 14. Shen Xorn (deceduto) 15. Zach |

## Status mutante

### Accertati
- Jamie Braddock (deceduto). Le torture subite per mano di Dr. Crocodile ne hanno risvegliato la mutazione latente.
- Madame Web (deceduta). Anche se non è stata mai stata accostata ufficialmente alla specie mutante, nel corso degli anni è stata indicata come tale.
- Naiadi di Stepford. In realtà frutto del progetto Arma XIV di Arma Plus, sono stati prodotti 1000 cloni di uno stesso individuo da ovuli sottratti ad Emma Frost. Dopo gli eventi della mini-serie L'ultimo canto di Fenice, ne rimangono solo tre.
- Magik. La si è vista utilizzare i suoi dischi di teletrasporto durante l'arco narrativo Alla ricerca di Magik nella serie New X-Men, ciò conferma lo status di mutante.
- Cyber. Dopo la morte del corpo, la sua psiche si è incarnata in quello del mutante Milo Gunderson.
- Shatterstar. Si suppone che abiti ancora il corpo del mutante Bejamin Russel di cui potrebbe essere un gemello, un clone o solamente un aspetto differente della sua personalità.
- Monolito Vivente. Dopo una lunga disputa, si è giunti alla conclusione che benché il suo DNA sia stato ritoccato da Sinistro per garantirgli le abilità di Havok, è in realtà un mutante con abilità di assorbimento energetico.
- Stryfe (deceduto). Lo si è visto in possesso dei suoi poteri in un prossimo e possibile futuro di Terra-616 dove viene avvicinato da Alfiere e poi utilizzato come nuovo ospite di Apocalisse.
- Cable. Ha trovato il modo di mimare i propri poteri attraverso impianti cibernetici, tuttavia è riuscito a conservare una piccola parte di telecinesi per mantenere sotto controllo il virus T.O.
- Franklin Richards. Depotenziato prima dell'M-Day, ha mantenuto attivi i propri geni mutanti che hanno fatto riaffiorare la sua mutazione[89].
- Gli 11 bambini di Inferno. Ormai adulti, sono stati mostrati appartenere ad una branca dell'esercito americano abbandonato nel Limbo dopo un esperimento andato male[90].

### Stato sconosciuto
- Madre Nera (deceduta) e Clay (deceduto) sono tutti tornati in scena, senza mostrare i propri poteri.
- Professor X, Quicksilver e Magneto sono stati ripotenziati, tuttavia grazie ai diversi metodi impiegati per riottenere i poteri non si è certi del loro status genetico.
- I nove membri dei Clan Akkaba.
- Fantomex. Benché sia stato dichiarato essere un mutante (sia da parte degli editori che per voce del personaggio stesso), le sue origini lo classificano come ibrido umano-mutante-Sentinella.
- Romulus. È un lupoide, specie che ha subìto una evoluta convergente che l'ha portata ad assumere aspetto umanoide partendo però dai lupi invece che dalle scimmie. Non ha mai confermato di essere un mutante benché abbia molte abilità in comune altri mutanti lupoidi.

### Depotenziati
- Harpoon. Ha utilizzato arpioni tecnologici durante Messiah Complex.
- Black Tom. Ha utilizzato la tecnologia Black Air per mimare i propri poteri nella serie New Excalibur.
- Gazer (deceduto), Wild Child, Sole Ardente e Polaris sono stati tutti depotenziati, ma ripotenziati permanentemente attraverso impianti tecnologici.
- Feral (deceduta) e Thornn sono state solamente dotate della loro mutazione fisica, mentre il corredo genetico è rimasto depotenziato.

### Latenti
- Mimo. È possibile che il suo gene-X latente si sia attivato durante l'adolescenza a seguito dell'inalazione di alcuni gas prodotti nel laboratorio paterno.

### Non mutanti
- Cloak e Dagger. Precedentemente classificati come mutanti i cui geni si sono attivati attraverso l'inalazione di alcune sostanze stupefacenti, dopo approfondite analisi è stato escluso che possano appartenere a tale specie[91].
- Deadpool. Ha ottenuto le sue abilità dal progetto Arma X.
- Le sostitute dell'originale Stella Nera non sono altro che normali donne dotate dell'amuleto di Laynia collegato alla Forza oscura e il cui DNA è stato rimodellato con suoi innesti.
- Fenomeno. Ha ottenuto le sue abilità dalla Gemma di Cyttorak.
- Spirale. Ha ottenuto le sue abilità attraverso la bio-ingegneria e la magia di Mojo.
- Lady Deathstrike. È una cyborg.
- Sinistro. Trasformato da Apocalisse in suo servitore tramite la tecnologia dei Celestiali, ha sperimentato i frutti delle sue ricerche genetiche su sé stesso fino all'avvenuta mutazione indotta.
- Vertigo. Mutata creata da Sinistro.
- Sauron. Ha ottenuto i propri poteri quando è stato morso da uno pterodattilo.
- Andreas e Andrea von Strucker (deceduti). I poteri furono loro iniettati mentre si trovavano all'interno dell'utero materno.
- Daisy Johnson e Yo-Yo Rodriguez. Benché non siano mutanti, l'origine dei loro poteri è ancora incerta.
- Ultra Girl. È una mutante Kree.
- Cassandra Nova. Gemella di Xavier, è il suo Mummudrai secondo la razza aliena degli Shi'Ar
- Ink. È stato confermato che non è un mutante, ha ottenuto le sue abilità attraverso il suo tatuatore che è un mutante.
- Ariel. È una mutante extraterrestre che s'identifica con la comunità degli X-Men.

### Specie sconosciute
- Re delle Ombre. Creatura del piano astrale o essenza psichica del telepate Amahl Farouk ormai deceduto.
- Ernst. Nell'arco narrativo Spettri dal Futuro è stato mostrato che la psiche rieducata di Cassandra Nova si sia evoluta in Ernst.
- Layla Miller. Ha sia confermato che negato di essere una mutante.
- I Neo e Vargas (deceduto). Hanno proclamato di essere qualcosa di più grande ed evoluto dei mutanti.
- Speed e Wiccan. Entrambi potrebbero essere le reincarnazioni delle anime dei figli di Scarlet così come mistici esseri creati da Mefisto. Entrambi si considerano mutanti.
- L'Isolazionista. Non è un mutante, ma qualcosa di completamente diverso.
- Cloud 9. Benché lei stessa abbia confermato di non essere una mutante, non è stata ancora chiarita l'origine dei suoi poteri.
- Gufo e Uomo Porpora. Benché numerose volte siano stati accostati al genere mutante, l'origine dei loro poteri risulta ancora poco chiara. Il primo potrebbe essere un semplice umano dipendente dall'Ormone Mutante della Crescita; mentre il secondo un mutante latente i cui poteri si sono attivati dopo un evento traumatico.
- Sinistra. Malgrado la somiglianza con Sinistro sia nell'aspetto che nei poteri e la sua comparsa subito dopo la morte di quest'ultimo, non è ancora stata chiarita l'origine dei suoi poteri.
- Regina Rossa (deceduta). È stata descritta come qualcosa o qualcuno di diverso dalla Madelyne Pryor di Terra-616 in un'intervista concessa dallo scrittore di Uncanny X-Men[92].
- Chimera. Potrebbe essere una mutata proveniente da un'altra dimensione o aver acquisito i propri poteri mentre si trovava in una di esse.

## Conseguenze e ripercussioni
- Lo Xavier Institute non è più considerato un istituto d'istruzione, bensì una riserva per tutti i mutanti rimasti sul pianeta. Dopo Civil War e la fuga dei 198, il Presidente ne abolisce questa denominazione.
- Sentinel Squad O*N*E (acronimo per Office of National Emergency), miniserie di John Layman (testi) e Aaron Lopresti (disegni). Utilizzando Sentinelle di nuova generazione pilotate da esseri umani, Dipartimento per la Sicurezza Nazionale ne mette alcune a difesa dello Xavier Institute per proteggere i mutanti dai nemici e sedare gli animi ancora sconvolti dagli eventi della decimazione.
- I Figli della Cripta, umani artificialmente potenziati, vengono risvegliati dalla loro stati temporale a seguito della liberazione di energia conseguente l'M-Day.
- Exodus riforma gli Accoliti con Frenzy, Random, Tempo e Unuscione.
- Apocalisse viene risvegliato dal suo sonno dopo la liberazione di energia. Scoperta la decimazione della popolazione mutante decide di mostrarsi agli X-Men offrendo loro la possibilità della salvezza dal morbo che sta per rilasciare uccidendo milioni di umani. Benché successivamente sconfitto, fa in tempo a ripotenziare permanentemente Polaris, ridare le gambe a Sole Ardente, salvare da morte certa Gazer e accettare Gambit fra i suoi Cavalieri.
- Vulcan, il terzo fratello Summers, viene risvegliato dall'energia liberata nell'M-Day.
- Il mutante Michael Pointer diviene il ricettacolo dell'energia dell'M-Day trasformandosi nel Collettivo. Dopo aver ucciso tutti i membri di Alpha Flight si dirige a Genosha dove ripotenzia Magneto prima di essere fermato dai Nuovi Vendicatori che lo spediscono sul Sole. Portato via, l'elicottero su cui Magneto viaggia viene però abbattuto in volo.
- William Stryker forma i Purificatori e si prepara a muovere sullo Xavier Institute.
- Onslaught rivive dopo che le energie mutanti di Xavier e Magneto s'incontrano. Il villain, tuttavia, svanisce prima dell'inizio di Civil War all'interno della Zona Negativa.
- Il lavoro della dott. Kavita Rao sulla cura per il gene mutante viene inevitabilmente rovinato dalla scomparsa del gene-X.
- Quicksilver ruba i cristalli delle Nebbia Terrigene appartenenti agli Inumani in modo da restaurare i poteri dei mutanti depotenziati.
- Nata con l'inizio della decimazione, la terza serie di X-Factor si apre con Jamie Madrox che cerca di convincere Rictor a non suicidarsi e ad unirsi alla sua agenzia investigativa di mutanti che vigila sulla sicurezza dell'ex Mutant Town. Al gruppo si affilia più tardi Layla Miller, fra i pochi a conoscere il segreto della Decimation e ben intenzionata a non farlo scoprire ai compagni.
- Come risultato dell'azzeramento del gene-X nessun nuovo mutante è nato dalla decimazione fino all'evento Messiah Complex in cui compare una nuova sorgente di energia sotto forma di neonata. Affidata alle cure di Cable viene cresciuta nel futuro.
- Tra le altre, numerose miniserie collegate all'evento principale vengono pubblicate: Son of M di David Hine (disegni) e Roy Allen Martinez (disegni); Generation M di Paul Jenkins (testi) e di Ramon Bachs (disegni); X-Men: The 198 di David Hine (testi) e Sergio Múñiz (disegni).